# 에이셉 바리
쟈바리 셸턴(Jabari Shelton, 1991년 12월 23일 뉴욕 할렘에서 출생), 에이셉 바리 (A$AP Bari)로 알려진 그는 미국의 스트리트웨어 디자이너이자 기업인이다. 바리는 2006년 그가 ASAP 얌스, ASAP 캄, ASAP 일즈와 함께 결성하는 것을 도운 뉴욕 힙합 그룹 ASAP MOB의 공동 창립 멤버로 가장 잘 알려져 있다. 그는 또한 스트리트웨어 의류 브랜드 브이론(VLONE)의 공동 설립자이다.

## 직업

### 에이셉 몹 (A$AP Mob)
2006년 셸턴은 A$AP 얌스, A$AP 캄, A$AP 일즈와 함께 A$AP Mob을 설립했다. 셸턴은 랩을 하지 않고 다른 사람들과 함께 창조적인 기능과 네트워크를 수행한다.셸턴은 래퍼 에이셉 라키를 에이셉 얌스에게 소개한 것으로 알려진 인물이다. 자신을 확립하는 동안, 랩 산업에서 그의 영향력은 숀 콤스와 데임 대시였다.

### 의류 브이론 (VLONE)
ASAP MOB의 성공에 이어, A$APK로도 알려진 동료 멤버 카모니 챈들러는 2011년에 스트리트웨어 레이블인 브론(VLONE)을 설립했다. 브이론의 후드 보관됨 2022-06-01 - 웨이백 머신 와 브이론의 셔츠 보관됨 2022-06-01 - 웨이백 머신는 할렘의 거리에서 빠르게 유명해졌다. 셸턴은 이전에 A$AP Rocky의 상품 담당자였다. 챈들러와 함께 그 브랜드에서 일했다. 이후 챈들러는 브랜드에서 탈퇴했고 셸턴이 그 자리를 이어받았다. 셸턴은 레이블의 디자인 작업을 담당하는 CLUT의 에디슨 첸을 데려왔다. 그는 매스 어필과의 인터뷰에서 자신의 영향력의 상당 부분이 할렘에 살면서 친구들과 옷을 입어보고 훔치는 것에서 비롯되었다고 진술했다. 브이론은 단순한 브랜드가 아니라 "혼자 살면 혼자 죽는다"는 의미의 스타일과 문화다.
2014년, VLONE은 첫 번째 컬렉션을 선보였다. VLONE 보관됨 2022-08-31 - 웨이백 머신 나이키와 함께 2017년에 관계를 맺는다.2017년 6월에는 파리 패션 위크에서 첫 런웨이 쇼에 참가했다.
2020년, VLONE은 주스 월드, 영보이 네버 브로크 어게인, The Weeknd, Nav, 그리고 더 많은 아티스트들을 위한 상품들을 내놓으며 아티스트들과 협력하기 시작했다.

## 인식
2012년, 그는 콤플렉스의 25세 이하 선수 명단에 이름을 올렸다. 패션의 젊은 리더들은 그의 스트리트웨어 스타일 기여에 대한 기사를 썼다. 또한 2017년에는 파리의 한 런웨이 쇼에서 어스프 바리의 패션 라인 브이론(Vlone)이 선보였다.

## 논란

### 이안 코너 (Ian Connor)
스타일리스트이자 모델인 이언 코너를 둘러싼 강간 의혹에 이어 2016년 6월 23일, 셸턴은 코너가 파리의 콜레트 매장을 나오던 중 그를 주먹으로 때렸다.

### 성폭행
2017년 7월 12일, 셀튼과 정체불명의 누드 여성 사이의 성적 비위를 주장하는 비디오가 등장했다. 셸턴은 트위터를 통해 동영상이 "가짜"라고 주장했다. 그러나 그는 나중에 이 비디오가 "친구들" 사이의 것이고 그들이 "성인으로서 모든 당사자들 사이에서 이 문제를 우호적으로 받아들였다"고 진술했다. 2017년 7월 31일, 나이키 대변인은 셸턴과의 브론 계약이 비디오 공개 이후 종료되었음을 확인했다.
2017년 11월, 이 여성은 셸턴에게 성폭행을 당했다며 100만 달러 이상의 소송을 제기했다. 며칠 전, 그녀는 그가 "당신을 엿먹여도 될까요?"라고 묻자 거절했다고 말했다. 사건 당일인 2017년 7월 9일, 이 여성은 셸턴이 자고 있던 방에 뛰어들어 "당신은 내 조수랑 잤고, 이제 당신은 날 엿먹일 거야"라고 외쳤다고 진술했다. 그는 "아니다"라고 말한 뒤 셸턴이 A$AP MOB와 연계된 10여명의 다른 남성들에게 자신의 벌거벗은 몸을 노출시킨 담요를 끌어당겨 화장실로 따라 들어갔다고 설명했다. 그녀는 나체로 방 밖으로 내던져졌고 호텔 지배인에게 경찰에 전화하게 했고, 경찰은 나중에 전화기에서 비디오를 삭제했다.
2018년 5월 18일, 셸턴은 런던 히드로 공항에서 성폭행 혐의로 체포되었다.
2019년 1월 3일, 셸턴은 런던에서 일어난 2017년 성폭행 사건에 대해 유죄를 인정했다. 그는 피해자에게 2,000파운드를 지불하고 접근금지 명령을 받음으로써 징역형을 면했다.